# Lars Larsson (atleta)
Lars Axel Larsson (Lidingö, 17 giugno 1911 – 29 gennaio 1993) è stato un siepista svedese.

## Palmarès

### Europei
- 1 medaglia:
  - 1 oro (Parigi 1938 nei 3000 metri siepi)